# Cetraria islandica
Classification phylogénétique
Espèce
La mousse d'Islande ou lichen d'Islande (Cetraria islandica) est un lichen de la famille des Parmeliaceae. Le terme mousse d'Islande est abusif, car il ne s'agit pas de bryophyte, les mousses, par leurs différentes symbioses et leur classification dans le phylum des Fungi.
Il pousse sur des sols acides et landes à bruyères notamment dans les régions froides, où il est très abondant localement et répandu. C'est un lichen terricole, c'est-à-dire poussant sur le sol et calcifuge.
Après l'avoir trempé dans l'eau, il peut être bouilli pour obtenir une gelée qui peut servir de base pour les soupes ou les ragoûts. Ce lichen a été utilisé en infusion thérapeutique.

## Description

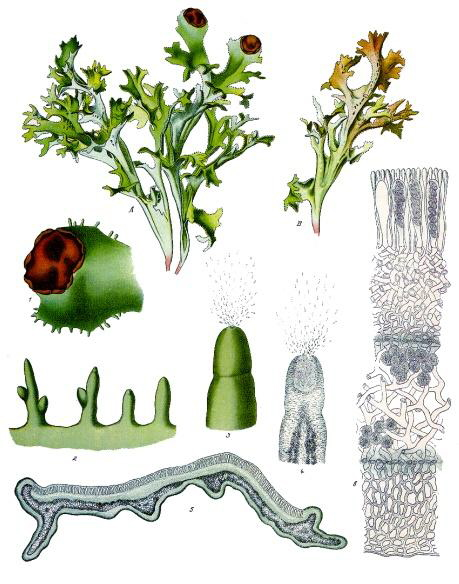
Koehler Image

Le thalle est fruticuleux possédant des lanières de 2 à 6 cm de longueur avec 4 à 15 mm de largeur, généralement en touffes dressées ou pendantes. Les lanières forment des gouttières où le dessus est brun clair allant au brun plus rougeâtre à la base, et dont le dessous est brun foncé.

## Liste des sous-espèces
D'après Species Fungorum :
- sous-espèce Cetraria islandica crispiformis
- sous-espèce Cetraria islandica islandica